# Elland
Elland est un bourg de Calderdale, dans le comté de West Yorkshire, en Angleterre. Il est situé au sud de Halifax, au bord de la rivière Calder et de la navigation Calder et Hebble. Elland a été enregistré sous le nom d'Elant dans le Domesday Book de 1086. En 2001, la population était de 14 554 habitants, et le recensement de 2011 a dénombré 11 676 habitants.

## Étymologie
Le nom d'Elland est attesté dans le Domesday Book de 1086 sous le nom d'Elant. Le nom vient des mots anglais anciens ēa ("rivière") et land ("terre") ; le nom est lié à l'emplacement de la localité sur la rive sud du Calder.

## Histoire
Elland a conservé une continuité de tenure depuis avant la conquête normande jusqu'au Moyen-Âge, car la famille Elland descendait de princes anglo-saxons. Le manoir d'Elland, avec Greetland et Southowram, formait une exclave de l'honneur de Pontefract dans le manoir voisin de Wakefield. En 1350, Sir John de Eland fut assassiné, ainsi que son fils et son petit-fils l'année suivante, ce qui mit fin à la lignée masculine de la famille et le manoir passa à la famille Savile. À partir de cette période, le manoir a cessé d'être la résidence principale d'une famille de la gentry, car les Savile avaient leur siège au manoir de Thornhill, un manoir entouré de douves. Le manoir d'Elland n'a jamais été entièrement reconstruit et, lorsqu'il a été démantelé et fouillé en 1975 par la West Yorkshire Archaeology Unit, on a découvert qu'il comprenait une aile solaire du XIIIe siècle, l'un des premiers bâtiments séculaires du comté. Le manoir se trouvait sur une colline alignée avec le pont sur la rivière Calder et a été détruit lors de la construction de la rocade de Calderdale Way. Les bâtiments agricoles ont survécu.
À la demande de John de Warenne, 7e comte de Surrey, Édouard II accorde une charte à John de Eland pour un marché libre le mardi dans son manoir d'Elland, ainsi que deux foires.
La ville est devenue un centre de production de laine. Le déclin de l'industrie lainière a eu un effet significatif sur la ville et de nombreuses filatures ont été démolies ou transformées en résidences.
Des dalles durables, les Elland flags, ont été extraites près de la ville et, après la construction du canal, elles ont pu être transportées économiquement dans tout le comté,. Elland a abrité l'usine principale du fabricant de produits Gannex et la fabrique de bonbons Dobsons, qui produit des bonbons bouillis traditionnels. Depuis 2001, Elland abrite Suma Wholefoods, la plus grande coopérative de travailleurs du Royaume-Uni.